# Gotti (2018)
Gotti is een Amerikaanse biografische misdaadfilm uit 2018, geregisseerd door Kevin Connolly met John Travolta in de hoofdrol.

## Verhaal
De film laat zien hoe John Gotti de maffiabaas van New York werd en hoe hij in de gevangenis belandde. De film volgt ook het leven van zijn vrouw Victoria en zijn oudste zoon John Gotti jr.

## Rolverdeling
- John Travolta - John Gotti
- Kelly Preston - Victoria Gotti
- Stacy Keach - Aniello Dellacroce
- Pruitt Taylor Vince - Angelo Ruggiero
- Spencer Lofranco - John Gotti jr.
- William DeMeo - Sammy Gravano
- Leo Rossi - Bartholomew "Bobby" Boriello
- Victor Gojcaj - Father Damien
- Tyler Jon Olson - Hydell
- Megan Leonard - Kim Gotti
- Ashley Drew Fisher - Victoria Gotti
- Lydia Hull - Diane Giacalone
- Chris Kerson - Wilfred "Willie Boy" Johnson
- Chris Mulkey - Frank DeCicco
- Sal Rendino - Vinny "The Chin" Gigante

## Achtergrond
De film is gebaseerd op de biografie Gotti: In the Shadow of My Father van John A. Gotti, de zoon van Gotti. De filmrechten van het boek waren in 2011 gekocht en sindsdien waren verschillende regisseurs en acteurs verbonden aan het project. Toen de film uitkwam waren 44 verschillende producenten eraan verbonden. De film was oorspronkelijk in handen van Lionsgate die het wilde uitbrengen via Video on demand op 25 december 2017. Net voordat dit kon gebeuren besloten de producenten echter om de film terug te kopen via een clausule in het contract. Dit werd gedaan om de film alsnog landelijk in de bioscopen uit te brengen. Travolta heeft hierop veel invloed gehad omdat hij van plan was om een grootschalige campagne op te starten om zo belangrijke filmprijzen te kunnen winnen.

## Release en ontvangst
De film kreeg op 15 mei 2018 een private screening op het filmfestival van Cannes en kwam vanaf 15 juni in de bioscopen in de VS. Dit had Travolta persoonlijk onderhandeld met festivaldirecteur Thierry Fremaux in ruil voor medewerking aan verschillende festivalactiviteiten zoals workshops, lezingen en een speciale vertoning van het veertigjarig jubileum van Grease. Rondom de Cannes-premiere was veel publiciteit en een groot feest dat vermoedelijk in totaal 1 miljoen dollar gekost heeft.
De film kreeg een zeldzame 0%-score op Rotten Tomatoes, gebaseerd op 23 beoordelingen. Dit betekent dat geen enkele recensie op de website positief was over deze film. Johnny Oleksinski van de New York Post vond dit "de slechtste maffiafilm ooit gemaakt" en Peter Travers, de filmrecensent voor de Rolling Stone, gaf de film slechts een van de vier sterren. De film opende in 503 bioscopen in de Verenigde Staten. Hoewel gemaakt met een budget van 10 miljoen dollar, wist het in zijn openingsweekend maar 1,6 miljoen dollar op te brengen. Hierdoor wordt de film als een flop gezien. De film was genomineerd voor zes Golden Raspberry Awards voor slechtste film, slechtste acteur (Travolta), slechtste vrouwelijke bijrol (Preston), slechtste filmduo (Travolta & Preston), slechtste regisseur en slechtste scenario maar won er geen.

## Prijzen en nominaties
De belangrijkste:
| Jaar | Prijs                   | Categorie                    | Genomineerde(n)                | Uitslag       |
| ---- | ----------------------- | ---------------------------- | ------------------------------ | ------------- |
| 2019 | Golden Raspberry Awards | Slechtste film               | Slechtste film                 | In afwachting |
| 2019 | Golden Raspberry Awards | Slechtste acteur             | John Travolta                  | In afwachting |
| 2019 | Golden Raspberry Awards | Slechtste vrouwelijke bijrol | Kelly Preston                  | In afwachting |
| 2019 | Golden Raspberry Awards | Slechtste duo                | Kelly Preston en John Travolta | In afwachting |
| 2019 | Golden Raspberry Awards | Slechtste regisseur          | Kevin Connolly                 | In afwachting |
| 2019 | Golden Raspberry Awards | Slechtste scenario           | Leo Rossi en Lem Dobbs         | In afwachting |